# Gauliga Böhmen und Mähren
La Gauliga Böhmen und Mähren fu la principale manifestazione calcistica nel Protettorato di Boemia e Moravia fra il 1943 ed il 1945, sotto l'occupazione tedesca. Si giocò per una sola stagione completa.

## Storia
Con l'occupazione della Cecoslovacchia da parte della Germania nazista, il campionato nazionale venne sostituito dalla Gauliga Sudetenland. Nel 1943 però venne creato un campionato apposito per il Protettorato, la Gauliga Böhmen und Mähren appunto.
La lega era formata da 14 squadre divise in due gironi; i vincitori di ogni raggruppamento giocavano una finale di andata e ritorno per stabilire il campione regionale, che partecipava poi al campionato tedesco. Le squadre della lega erano principalmente militari, con la partecipazione ristretta a club etnicamente tedeschi. I cechi continuarono a giocare il loro campionato. 
Il calendario di gioco fu decisamente condizionato dagli avvenimenti bellici e non furono nemmeno giocate tutte le partite della stagione 1943-44. D'altra parte era prevista una seconda stagione, con tre gruppi per un totale di 15 squadre, ma non è tuttora chiaro se e come ne siano state disputate partite.

## Vincitori e piazzati della Gauliga Böhmen und Mähren
| Stagione | Vincitore | Secondo posto            |
| 1943-44  | MSV Brünn | Luftwaffen SV Prag-Gbell |